# بیل بین
بیل بین (انگلیسی: Bill Bain) (زاده ۱۹۳۷–۱۶ ژانویه ۲۰۱۸) کارآفرین، مشاور و مدیر ارشد اجرایی آمریکایی بود، که در سال ۱۹۷۳ شرکت بین اند کمپانی را تأسیس نمود.

## زندگی‌نامه
ویلیام بین در ۳۰ ژوئیه ۱۹۳۷در جانسون سیتی، تنسی، از ویلیام ورتینگتون بین پدر و همسرش، روبی کاتلین بین (متولد کلوید) به دنیا آمد. پدرش یک عمده‌فروش کوچک مواد غذایی بود که تحصیلات رسمی کمی داشت و از خانواده‌ای کشاورز با یازده خواهر و برادر بود. او در سال ۱۹۵۵ از دبیرستان ساینس هیل فارغ‌التحصیل شد.
بعداً، او در کالج ایالتی تنسی شرقی، در رشته مهندسی، به مدت دو سال قبل از انتقال به دانشگاه واندربیلت، جایی که او یکی از اعضای انجمن برادری پی کاپا آلفا بود، تحصیل کرد. او در سال ۱۹۵۹ فارغ‌التحصیل شد و افتخارات فی بتا کاپا را به دست آورد و مدرکی در تاریخ داشت. سپس ازدواج کرد و پدر شد. او در سال ۱۹۶۰به عنوان محقق وودرو ویلسون در رشته تاریخ در واندربیلت کار کرد.

## حرفه
بین مدت کوتاهی در یک شرکت تولید فولاد، جایی که مشاغل تابستانی داشت، قبل از بازگشت به Vanderbilt در سال ۱۹۶۰برای کار به عنوان مدیر توسعه مدرسه در سن ۲۶سالگی، مشغول به کار شد. در این مقام، با بروس هندرسون، بنیانگذار گروه مشاوره بوستون، ملاقات کرد. پس از ملاقات با هندرسون، بین موافقت کرد که در سال ۱۹۶۷با حقوق اولیه ۱۷۰۰۰دلار در سال به BCG بپیوندد.
در اوایل دهه ۱۹۷۰، بین در داخل گروه مشاوره بوستون به عنوان جانشین نهایی هندرسون در نظر گرفته شد. با این حال، در سال ۱۹۷۳ بین از BCG استعفا داد تا شرکت مشاوره استراتژی خود را راه اندازی کند. بین به سرعت بلک اند دکر و تگزاس اینسترومنتز، دو مشتری BCG را به عنوان مشتریان خود استخدام کرد، و هفت تن از کارمندان BCG را استخدام کرد. شرکت جدید Bain با تمرکز بر وظایف طولانی‌تر از سایر شرکت‌های مشاوره آن زمان جدا شد. او همچنین به دنبال توسعه روابط نزدیک با شرکت‌ها بود و نه تنها به طراحی استراتژی بلکه به اجرای آن کمک کرد. او همچنین قول داد که بیش از یک مشتری در هر صنعت نمایندگی نکند، و برای سال‌های متمادی تنها تکالیفی را می‌پذیرد که به مدیر عامل مشتری گزارش می‌شوند.
او در سال ۱۹۸۴ شرکت باین کپیتال، یک شرکت سهام خصوصی را تشکیل داد، و میت رامنی، یکی از شرکای Bain & Company را به عنوان اولین مدیرعامل Bain Capital منصوب کرد.
پس از ترک Bain، او رئیس هیئت مدیره Bain Willard Companies, L.P. بود که در سال ۱۹۹۳ با رالف آر ویلارد، رئیس Bain، آن را تأسیس کرد. او همچنین مدیر قایق بادبانی هینکلی بود.

## کارهای خیریه
Bain متولی قدیمی چندین مؤسسه خیریه کودکان در بوستون، از جمله بیمارستان کودکان بوستون، باشگاه‌های پسران و دختران بوستون و بنیاد Posse بود. او همچنین در هیئت اعتماد دانشگاه واندربیلت خدمت کرد. و از سال ۲۰۰۲ تا زمان مرگش متولی بنیاد آموزش و پرورش کودکان ناپل در ناپل، فلوریدا بود.

## زندگی شخصی
بین سه بار ازدواج کرد و صاحب چهار فرزند شد.
او از بیماری آلزایمر رنج می‌برد و در ۸۰ سالگی در خانه اش در فلوریدا در اوایل سال ۲۰۱۸ درگذشت.